# Piper pseudopopayanense
Piper pseudopopayanense är en pepparväxtart som beskrevs av Trel. & Yunck.. Piper pseudopopayanense ingår i släktet Piper och familjen pepparväxter. Inga underarter finns listade i Catalogue of Life.